# 藤井俊徳
藤井 俊徳（ふじいしゅんとく、？ - 1805年（文化2年））は、秋田藩の家臣。称は監物。

## 経歴
佐竹義敦や佐竹義和に仕えた。納戸役、膳番、勘定奉行、本方奉行や用人を経て、寛政元年（1789年）には財用奉行上席、御用人などを勤め、文化5年に病死した。須原屋茂兵衛蔵版の文化年間の武鑑においても秋田藩の用人として「藤井監物」の名が見える。
秋田公文書館には藤井の日記が保管されている。

## 系図
先祖の藤井貞俊は、佐竹貞隆が岩城家の養子になった時に命じられて、それに従ったという。
```
義俊ー貞俊ー俊通ー勘之丞俊家ー五郎右衛門俊房ー半三郎俊明ー俊茂ー監物俊徳
```

俊通の次男系統
```
俊通ー俊書ー俊茂ー俊恒ー俊武ー源太俊壽
```

俊通の三男系統
```
俊通ー作太夫俊清ー俊信ー俊体ー俊恒ー隼太俊厚
```